# Diógenes Lotero
Diógenes Lotero ocupó interinamente el cargo de gobernador del entonces Territorio Nacional de Misiones.

## Biografía
Ya que los gobernadores eran designados por decreto presidencial, en muchos casos las designaciones se hacían fuera de término, por lo que la fecha de fin de mandato de un gobernador no combinaba con la del comienzo del sucesor. Para cubrir este intervalo se designaba interinamente a algún funcionario de la Casa de Gobierno.
Lotero cumplía funciones en la Casa de Gobierno de Posadas, por lo que debió asumir interinamente como gobernador en dos oportunidades. La primera, entre el 8 de julio de 1911 y el 14 de julio de ese año. Y en una segunda oportunidad, entre el 30 de septiembre de 1922 y 16 de octubre de 1922.